# Порхово (Ленинградская область)
По́рхово — деревня в Кингисеппском городском поселении Кингисеппского района Ленинградской области.

## История
Впервые упоминается в Писцовой книге Водской пятины 1500 года как деревня Порхово на Лузе в Ямском уезде.
На карте Ингерманландии А. И. Бергенгейма, составленной по шведским материалам 1676 года, она обозначена как деревня Parkowa.
На шведской «Генеральной карте провинции Ингерманландии» 1704 года — как Porkova.
Деревня Порхов упомянута на карте Ингерманландии А. Ростовцева 1727 года.
Деревня Порхов обозначена на карте Санкт-Петербургской губернии Ф. Ф. Шуберта 1834 года и близ неё усадьба помещика Штром.

ПОРХОВО — деревня принадлежит жене надворного советника Штроубе, число жителей по ревизии: 35 м. п., 36 ж. п. 

В мызе дворовых: 7 м. п., 11 ж. п. (1838 год)

Как деревня Порхов она упоминается на карте Ф. Ф. Шуберта 1844 года.

ПОРХОВО — деревня вдовы надворного советника Штраубе, по просёлочной дороге, число дворов — 5, число душ — 25 м. п. (1856 год)

ПОРХОВО — деревня, число жителей по X-ой ревизии 1857 года: 21 м. п., 19 ж. п., всего 40 чел.

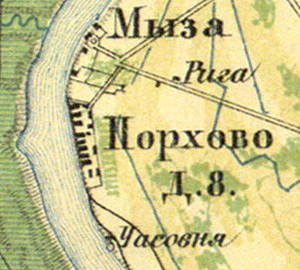
Деревня Порхово на карте 1860 года

Согласно «Топографической карте частей Санкт-Петербургской и Выборгской губерний» в 1860 году деревня Порхово насчитывала 8 крестьянских дворов, в деревне была рига, мыза и часовня.

ПОРХОВО — мыза владельческая при реке Луга, число дворов — 3, число жителей: 9 м. п., 7 ж. п.

ПОРХОВО — деревня владельческая при реке Луга, число дворов — 16, число жителей: 38 м. п., 41 ж. п.; Часовня православная. (1862 год)

ПОРХОВО — деревня, по земской переписи 1882 года: семей — 11, в них 29 м. п., 32 ж. п., всего 61 чел.

В 1883—1886 годах временнообязанные крестьяне деревни выкупили свои земельные наделы у С. В. Алфимова и стали собственниками земли.
Согласно материалам по статистике народного хозяйства Ямбургского уезда 1887 года имение при селении Порхово площадью 2 десятины принадлежало провизору Ф. А. Вейсу, имение было приобретено в 1885 году за 37 рублей. В имении был стеклянный завод, где 12 рабочих производили бутылки тёмно-зелёного стекла для сбыта в Санкт-Петербурге.

ПОРХОВО — деревня, число хозяйств по земской переписи 1899 года — 10, число жителей: 34 м. п., 35 ж. п., всего 69 чел.;
 разряд крестьян: бывшие владельческие; народность: русская — 60 чел., смешанная — 9 чел.

В 1900 году, согласно «Памятной книжке Санкт-Петербургской губернии», мыза Серёжино площадью 413 десятин принадлежала купеческому сыну Вильгельму-Иосифу Карлу Ланко.
В конце XIX века деревня административно относилась к Горской волости 1-го стана Ямбургского уезда Санкт-Петербургской губернии, в начале XX века — 2-го стана.
По данным «Памятной книжки Санкт-Петербургской губернии» за 1905 год «372 десятины земли от села Порхова» принадлежали прапорщику запаса Вильгельму Иосифу Карлу Ивановичу Ланко.
С 1917 по 1927 год деревня Порхово входила в состав Горской волости Кингисеппского уезда.
Согласно данным переписи населения СССР 1926 года в деревне Порхово Порховского сельсовета проживали 96 человек, все русские.
С февраля 1927 года в составе Кингисеппской волости.
С 1928 года в составе Кингисеппского района. В 1928 году население деревни составляло 100 человек.
С 1930 года в составе Новопорховского сельсовета.
По данным 1933 года деревня Порхово являлась административным центром Порховского сельсовета Кингисеппского района, в который входили 3 населённых пункта: деревни Большое Кленно, Малое Кленно и Порхово, общей численностью 422 человека.

Деревня Порхово на карте 1940 года

Согласно топографической карте РККА 1940 года деревня насчитывала 21 двор.
C 1 августа 1941 года по 31 января 1944 года деревня находилась в оккупации.
С 1954 года в составе Большелуцкого сельсовета.
По данным 1966, 1973 и 1990 годов деревня Порхово также находилась в составе Большелуцкого сельсовета Кингисеппского района.
В 1997 году в деревне Порхово Большелуцкой волости проживали 18 человек, в 2002 году — 14 человек (русские — 93 %).
В 2007 году в деревне Порхово Кингисеппского ГП проживали 22 человека, в 2010 году — 6 человек.

## География
Деревня расположена в южной части района на автодороге 41К-584 (Кингисепп — Порхово), к югу от города Кингисепп.
Расстояние до административного центра поселения — 10 км.
Расстояние до ближайшей железнодорожной станции Кингисепп — 10 км.
Деревня находится на правом берегу реки Луги, напротив места впадения в неё реки Славянки.

## Демография
| 1838 | 1857 | 1862  | 1882 | 1899 | 1928 | 1997 |
| ---- | ---- | ----- | ---- | ---- | ---- | ---- |
| 89   | ↘40  | ↗95   | ↘61  | ↗69  | ↗100 | ↘18  |
| 2007 | 2010 | 2014  | 2015 | 2016 | 2017 | 2021 |
| ↗22  | ↘6   | ↘1    | →1   | ↗6   | ↗73  | ↗181 |
| 2023 | 2024 | 2025  |      |      |      |      |
| →181 | ↘180 | ↗1820 |      |      |      |      |

### Национальный состав
Согласно данным Всероссийской переписи населения 2021 года в деревне проживал 181 человек, из них:
 русские — 144, остальные национальность не указали.

## Улицы
Мира, Рябиновый переулок, Сосновый переулок, Ямбургское шоссе.